# Fernando Marqués
José Fernando Marqués Martínez (Madrid, 4 dicembre 1984) è un ex calciatore spagnolo, centrocampista.

## Carriera

### Club
Dopo essere cresciuto nel Rayo Vallecano debutta in prima squadra nella stagione 2002-2003 disputando dieci partite. Nella stagione successiva diventa titolare e le presenze salgono a 25, condite anche da due gol.
Nell'estate 2004 viene acquistato dal Racing Santander, ma a causa della sua indisciplina finisce presto fuori squadra e nel gennaio successivo viene prestato all'Atlético Madrid disputando la rimanente parte di stagione nella squadra B.
Dopo un'altra annata infelice al Castellón si trasferisce in Grecia all'Iraklis dove rimane due stagioni disputando 29 partite. Alla scadenza del contratto il Celtic gli propone un periodo di prova, ma sceglie di tornare in patria all'Espanyol dove, dopo una settimana di prova, convince l'allenatore Mauricio Pochettino e firma un contratto per una stagione.
Il 14 luglio 2010 passa ufficialmente al Parma dove, dopo un buon avvio di stagione gradualmente si spegne fino a scomparire del tutto dal campo a causa di un serio infortunio. Il 9 settembre 2011 riprende a far parte della rosa del Parma dopo il lungo infortunio. Ritorna in campo il 3 marzo 2012 contro il Napoli, a più di un anno dall'ultima apparizione in maglia crociata (avvenuta il 25 gennaio 2011 contro il Palermo in Coppa Italia). Segna il primo goal con la maglia del Parma il 2 maggio 2012 nella partita vinta 3-1 contro l'Inter. Nel mese di luglio seguente, Il calciatore non prende parte al ritiro estivo della società. L'annuncio dell'addio viene dato dell'A.D. Pietro Leonardi il giorno della presentazione delle nuove maglie da gioco, adducendo ragioni extra-calcistiche alla base della rescissione del contratto. Un anno più tardi il giocatore avvia un'azione legale contro la società crociata, accusando lo stesso Leonardi e il segretario generale Paini di aver falsificato la propria firma sulla rescissione del contratto.
Il 20 maggio 2015 torna a giocare, firmando con lo storico club statunitense dei New York Cosmos.
il 31 agosto il club del Deportivo Guadalajara club della Segunda División B del campionato Spagnolo ufficializza il suo acquisto fino al termine della stagione sportiva con un comunicato sul proprio sito internet.

### Nazionale
In Nazionale conta una sola presenza con la selezione Under-20 nel 2003. Ha fatto inoltre parte dei pre-convocati al mondiale 2010 in Sudafrica, venendo poi scartato.